# الشعر الجورجي

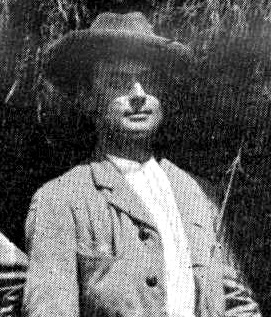

يشيرالشعر الجورجي  إلى سلسلة من المقتطفات التي تسلط الضوء على أحد أهم الأعمال في مدرسة الشعر الإنجليزي والتي بدورها أثبتت نفسها خلال السنوات الأولى من حكم الملك جورج الخامس ملك المملكة المتحدة.
ومن أدق التعاريف للشعراء الجورجيون هم أولئك الذين برزت أعمالهم في سلسلة مكونة من خمسة مختارات باسم الشعر الجورجي التي تم نشرها من قِبل هارولد مونرو وحررها إدوارد مارش حيث يحتوي المجلد الأول على قصائد مكتوبة في عامي 1911 و 1912والتي تضمنت ابرزأعمال إدموند بلوندن وروبرت بروك وروبرت جريفز ودي إتش لورانس ووالتر دي لا مار وسيغفريد ساسون وجون درينشواتر. إلا أن قرار ضم الإناث من الشعراء لم يتم إتخاذه إلا في المجلدين الأخيرين.

## التاريخ
وتعد فترة النشر محصورة بين العصر الفيكتوري، بكلاسيكيتها الصارمة وحداثتها المطلقة مع مراعاة رفضها الصارم للقيمة الجمالية البحتة ومن أهم ما يميز القصائد في هذه المؤلفات هي الرومانسية والعاطفة والبهجة وقد حاول النقاد في وقتٍ لاحق مراجعة تعريف المصطلح على أنه وصف للأسلوب الشعري مما أدى إلى إدراج بعض الأسماء الجديدة وإقصاء الأسماء القديمة منها إذ يعد أحد المستبعدين من المجموعة: الشاعر والمؤلف المعاصروليام هنيري دافيس على الرغم من أن «أسلوبه البريء» يختلف بشكل ملحوظ عن الآخرين.
و تشيرتقديرات هنري نيوبولت في ثلاثينيات القرن العشرين أنه لا يزال هناك ما لا يقل عن 1000 شاعر رائج في إنجلترا وأن «الغالبية العظمى منهم هم شعراء جورجيين».
وترأس إدوارد مارش منصبين أحدهما المحررالعام للسلسلة والآخر محور الأساس في دائرة الشعراء الجورجيين والتي شملت روبرت بروك وقد أشار إلى أن بروك نفسه قد أسهم في بعض الخيارات التحريرية.
وانطلق مفهوم المقتطفات الجورجية كفكاهة عندما قرر مارش ودنكان غرانت وجورج مالوري، ذات مساء عام 1912 نشر محاكاة ساخرة للعديد من كتب الأشعارالصغيرة التي شهدت رواجاً حينذاك وتم إتخاذ قرار مواصلة المفهوم بكل جدية بعد بعضٍ من المناقشات وبعد لك تقرب مارش وبروك من الشاعر ومروج الكتب هارولد مونرو والذي افتتح مؤخرًا مكتبة المنشورات الشعرية في 35 شارع ديفونشاير، في بلومزبري، لندن. ووافق هارولد مونرو على نشر الكتاب مقابل نصف نصيبه من الأرباح.
وقرر مارش بعد مجلده الثالث أن الوقت قد حان لضم شاعرة وبالرغم من أن شركاء آخرين قد اقترحوا Edith Sitwell وCharlotte Mew وRose Macaulay إلا أن إختياره قد وقع على الشاعرة فريديجند شوف  وأدرج أربع قصائد من مجموعة (شوف)الأولى والتي تعرف ب (الأحلام والرحلات)(1918)،  متضمنة قصيدة «الروح الجديدة»، وهو نهج شبه غامض لموضوع ديني جذب انتباه كثيراً من النقاد.و تضمن المجلد الأخير سبع قصائد من المجموعة الخامسة من (Vita Sackville-West) و (Orchard) و (Vineyard 1921).
و وردت مجموعات أخرى عقب مجموعة المختارات النهائية الخمسة والتي تم تحريرها بواسطة JC Squire ، والتي كان من المفترض أن تتولى زمام الأمور وتلا ذلك المصيرالحتمي للشعراء الجورجيين (المعروف حتمًا باسم مصير المتملكين) حيث أصبحوا بعد ذلك من أحد جوانب الجدل النقدي الدائر حول الشعر الحداثي كما تميز بنشرقصيدتي TS Eliot 's Waste Land حينها كما أصبح للشعراء الجورجيون تياريسمى التيار المحافظ إلا أنهم رأوا أنفسهم على أنهم حديثين (إن لم يكن حداثيين) متقدمين ويعد من أوائل الشخصيات الأدبية للمقتطفات الشعرية الآن (ديفيد هربرت لورانس DH Lawrence) و (روبرت جرايفز Robert Graves) ولا يعدوا نموذجيين.

## الشعراء الجورجين1911-12(1912)
Lascelles Abercrombie - Gordon Bottomley - Rupert Brooke - G. K. Chesterton - W. H. Davies - Walter de la Mare - John Drinkwater - James Elroy Flecker - W. W. Gibson - D. H. Lawrence - John Masefield - Harold Monro - T. Sturge Moore - Ronald Ross - Edmund Beale Sargant - James Stephens - R. C. Trevelyan

## الشعراء الجورجين1913-15(1915)
Lascelles Abercrombie - Gordon Bottomley - Rupert Brooke - W. H. Davies - Walter de la Mare - John Drinkwater - J. E. Flecker - W. W. Gibson - Ralph Hodgson - D. H. Lawrence - F. Ledwidge - John Masefield - Harold Monro - James Stephens

## الشعراء الجورجين 1916-17(1917)
Herbert Asquith - Maurice Baring - Gordon Bottomley - W. H. Davies - Walter de la Mare - John Drinkwater - John Freeman - W. W. Gibson - Robert Graves - Ralph Hodgson - John Masefield - Harold Monro - Robert Nichols - Isaac Rosenberg - Siegfried Sassoon - J. C. Squire - James Stephens - W. J. Turner

## الشعراء الجورجين1918-1919(1919)
Lascelles Abercrombie - Gordon Bottomley - Francis Brett Young - W. H. Davies - Walter de la Mare - John Drinkwater - John Freeman - W. W. Gibson - Robert Graves - D. H. Lawrence - Harold Monro - Thomas Moult - Robert Nichols - J. D. C. Pellow - Siegfried Sassoon - Edward Shanks - Fredegond Shove - J. C. Squire - W. J. Turner

## الشعراء الجورجين1920-22(1922)
Lascelles Abercrombie - Martin Armstrong - Edmund Blunden - Francis Brett Young - W. H. Davies - Walter de la Mare - John Drinkwater - John Freeman - W. W. Gibson - Robert Graves - Richard Hughes - William Kerr - D. H. Lawrence - Harold Monro - Robert Nichols - J. D. C. Pellow - Frank Prewett - Peter Quennell - Vita Sackville-West - Edward Shanks - J. C. Squire

## كتب
Georgian Revolt: Rise and Fall of a Poetic Ideal, 1910-22 by Robert H Ross (ردمك 0-571-08061-8)

## روابط خارجية
- مجموعة إليزابيث ويتكومب هوتون

- الشعر الجورجي 1911-12
- الشعر الجورجي 1913-15
- الشعر الجورجي 1916-17
- الشعر الجورجي 1918-19
- الشعر الجورجي 1920-22